# Parkstadion
Das ursprüngliche Parkstadion war ein von 1973 bis 2008 bestehendes Fußballstadion mit Leichtathletikanlage im Stadtteil Erle der nordrhein-westfälischen Stadt Gelsenkirchen. Der Fußballverein FC Schalke 04 trug von 1973 bis 2001 seine Heimspiele in der Fußballarena aus. Die Anlage fasste zunächst 70.600 Zuschauer, nach dem Umbau 1998 bot sie noch 62.004 Zuschauerplätze. Im Sommer 2001 zog der FC Schalke 04 in die neugebaute Arena AufSchalke um. Anschließend wurde das Parkstadion größtenteils abgerissen.
Auf dem Grund des alten Stadions wurde ein Fußballstadion mit rund 3.000 Plätzen unter dem alten Namen Parkstadion gebaut. Dort tragen die Jugendmannschaft der U19 und die zweite Mannschaft (U23) von Schalke 04 ihre Heimspiele aus.

## Geschichte

### Das alte Parkstadion
Zunächst sollte das Parkstadion Ruhrstadion heißen, man entschied sich jedoch anders. Ironischerweise wurde das umgebaute Stadion an der Castroper Straße, Spielstätte des VfL Bochum, 1979 in Ruhrstadion umbenannt. Das Parkstadion wurde auf dem Gelände des Flugplatzes Buer errichtet und geht auf einen ursprünglich sehr viel ambitionierteren Entwurf der Gelsenkirchener Architekten Horst Klement, Werner Duve und Fritz Brückner zurück. Das Stadion war ab 1973 Austragungsort der Heimspiele des FC Schalke 04, der zuvor in der Glückauf-Kampfbahn spielte. Die deutsche Fußballnationalmannschaft trug zwischen 1973 und 1998 insgesamt acht Spiele im Parkstadion aus. Des Weiteren fanden hier Bundesligaheimspiele von Rot-Weiss Essen (1975) und Borussia Dortmund (1977), das Entscheidungsspiel der Relegation 1991 zwischen den Stuttgarter Kickers und dem FC St. Pauli, drei Halbfinalspiele im DFB-Pokal (FC Schalke 04 gegen den 1. FC Köln 1980, FC Schalke 04 gegen den FC Bayern München 1984 und Rot-Weiß Oberhausen gegen den FC Bayern München 1999) sowie zwei Endspiele des Wettbewerbs (Fortuna Düsseldorf gegen den 1. FC Köln 1978 und 1980), drei deutsche Leichtathletik-Meisterschaften (1975, 1981, 1987), Konzerte (u. a. Marius Müller-Westernhagen, Wolfgang Petry, Michael Jackson, Pink Floyd, Genesis oder die Rolling Stones), und eine Papstmesse (1987), aufgrund derer der damalige Papst Johannes Paul II. Ehrenmitglied beim FC Schalke 04 wurde, statt. Internationale Bekanntheit erlangte das Stadion zudem als Austragungsort der Fußball-WM 1974 mit einem Entscheidungsspiel der Qualifikation, fünf Spielen des Turniers sowie der Fußball-EM 1988 mit zwei Spielen.
Ursprünglich sollte die Haupttribüne ein Zeltdach, ähnlich dem des Münchener Olympiastadions, erhalten. Dies wurde aus Kostengründen jedoch verworfen. Die Anlage verfügte zunächst über eine in der Nordkurve stehende Anzeigetafel. Später wurde in der Südkurve eine Videoleinwand eingebaut. Die Anhänger des FC Schalke 04 standen in der Nordkurve, insbesondere im Block 5. Jedoch war auch der Block I im Oberrang der Haupttribüne in den späteren Jahren für gute Stimmung bekannt. Obwohl das Stadion oft aufgrund seiner Weitläufigkeit geschmäht wurde, entwickelte sich in der Saison 1996/97 ein Kult um die Schalker Heimspiele im UEFA-Pokal. Alle sechs Spiele, darunter auch das Finalhinspiel gegen Inter Mailand blieben ohne Gegentor, was als eine Grundlage für den Schalker Europapokalerfolg galt.
In ihren letzten Jahren wies die Heimat von S04 Alterserscheinungen, insbesondere aufgrund von Bergschäden, auf. Der damalige Schalke-Präsident Günter Eichberg verkündete schon 1989 eine neue Arena mit Eröffnungstermin 1992. Es dauerte jedoch noch bis 2001, bis das Parkstadion endgültig geschlossen wurde. Das letzte Bundesligaspiel im Parkstadion wurde als ein für den FC Schalke 04 negativer Höhepunkt bekannt. Am letzten Spieltag der Bundesliga-Saison 2000/01 verfehlte der Klub dort trotz seines 5:3-Sieges gegen die SpVgg Unterhaching die noch mögliche deutsche Meisterschaft, die der FC Bayern München durch seinen späten Ausgleichstreffer beim Hamburger SV errang. Zuletzt wurden im Parkstadion nur noch Freundschaftsspiele gegen unterklassige Gegner ausgetragen. Das letzte Fußballspiel der ersten Mannschaft des FC Schalke 04 im Parkstadion war ein Freundschaftsspiel gegen den MSV Duisburg am 17. November 2008 (3:1). Die Spieler des FC Schalke 04 trainierten zeitweilig weiterhin im alten Parkstadion. 2004 begann der Teilabriss des Parkstadions und auf dem Gelände der ehemaligen Südkurve entstanden ein Rehazentrum und ein Hotel. Danach standen noch ca. 23.000 Plätze zur Verfügung. Die zweite Abrissphase des Parkstadions musste Anfang 2008 wegen Gefahrenstoffen in der Bausubstanz verschoben werden. Im Mai 2008 wurden die Arbeiten fortgesetzt und der Rest der Haupttribüne abgerissen.
Einer Bemerkung von Olaf Thon zufolge wies der Platz im Parkstadion eine leichte Neigung in Richtung des Tores vor der Nordkurve auf.

### Das neue Parkstadion
Ab Januar 2015 erfolgten auf dem Gelände Berger Feld zwischen den Stadtteilen Erle, Buer und Schalke, in Nachbarschaft zur Veltins-Arena, umfassende Erdarbeiten zum anschließenden Umbau und Erweiterung des bisherigen Trainingsgeländes mit weiteren Trainingsplätzen und eines neuen, regionalligatauglichen, Stadions für 5.000 Besucher. Der nordöstliche Flutlichtmast bleibt dafür als Landmarke erhalten. Die Zuschauerränge liegen auf der ehemaligen Gegengerade. Das ursprüngliche Parkstadion mit Leichtathletikanlage wurde von 2015 bis 2020 zu einem regionalligatauglichen Kleinstadion umgebaut. Zum gesamten Umbauprojekt auf dem neuen Berger Feld gehören neben dem Parkstadion als  Nachwuchsspielstätte auch ein Profileistungszentrum, neue Trainingsplätze und ein Parkhaus. Die Bauten sind weitestgehend abgeschlossen und sollen 2021 mit der Fertigstellung des Parkhauses beendet werden.
Seit der Saison 2020/21 dient das „neue“ Parkstadion der zweiten Mannschaft sowie den Jugendmannschaften des S04 als Heimstätte. Die offizielle Neueröffnung sollte mit einem Freundschaftsspiel am 29. März 2020 zwischen Schalke 04 und Zenit St. Petersburg gefeiert werden. Ein zuvor für Anfang Februar des Jahres angesetztes Eröffnungsspiel zwischen der U19 und Viktoria Köln musste witterungsbedingt auf einen Kunstrasenplatz verlegt werden. Die Einnahmen aus dem Kartenverkauf des ersten Spiels sollten an die vereinseigene Stiftung Schalke hilft! gehen, der Eintritt kostete (0)4 Euro. Insgesamt investierte S04 in das neue Gelände 95 Millionen Euro. Am 11. März wurden die Neueröffnung und das Eröffnungsspiel verschoben. Wegen der COVID-19-Pandemie reiste Zenit St. Petersburg nicht an. Man wollte die Veranstaltung zu einem späteren Zeitpunkt nachholen. Trotz verschobener Eröffnungsfeier spielte der FC Schalke 04 am 15. August 2020 sein erstes Spiel im neuen Parkstadion. Das 120-minütige Testspiel gegen den SC Verl endete torreich mit einem 5:4-Sieg des SC Verl.
Das Parkstadion musste vor der Saison 2024/25 der Regionalliga West zur Erfüllung der Zulassungsbedingungen umgebaut werden, damit mindestens 150 überdachte Sitzplätze zur Verfügung standen. Der Klub stellte zwei Container mit je 75 Sitzplätzen in Form von 3 Holzbänken auf, sodass sich die Gesamtkapazität um 150 auf 3.149 Plätze erhöhte.

## Länderspiele

### Länderspiele der deutschen Fußballnationalmannschaft
Die deutsche Fußballnationalmannschaft trug acht Partien im Parkstadion aus. Die deutsche Elf blieb in diesem Stadion ungeschlagen.
- 13. Okt. 1973:  BR Deutschland –  Frankreich 2:1 (Freundschaftsspiel)
- 22. Dez. 1979:  BR Deutschland –  Türkei 2:0 (Qualifikation zur EM 1980)
- 05. Okt. 1983:  BR Deutschland –  Österreich 3:0 (Qualifikation zur EM 1984)
- 14. Okt. 1987:  BR Deutschland –  Schweden 1:1 (Freundschaftsspiel)
- 14. Juni 1988:  BR Deutschland –  Dänemark 2:0 (Gruppenspiel der EM 1988)
- 30. Mai 1990:  BR Deutschland –  Dänemark 1:0 (Freundschaftsspiel)
- 30. Mai 1992:  Deutschland –  Türkei 1:0 (Freundschaftsspiel)
- 18. Nov. 1998:  Deutschland –  Niederlande 1:1 (Freundschaftsspiel)

### Spiele der Fußball-Weltmeisterschaft 1974 in Gelsenkirchen
- 18. Juni 1974, Erste Runde, Gruppe II:  Jugoslawien –  Zaire 9:0 (6:0)
- 22. Juni 1974, Erste Runde, Gruppe II:  Zaire –  Brasilien 0:3 (0:1)
- 26. Juni 1974, Zweite Runde, Gruppe A:  Niederlande –  Argentinien 4:0 (2:0)
- 30. Juni 1974, Zweite Runde, Gruppe A:  Niederlande –  DDR 2:0 (1:0)
- 03. Juli 1974, Zweite Runde, Gruppe A:  Argentinien –  DDR 1:1 (1:1)

### Spiele der Fußball-Europameisterschaft 1988 in Gelsenkirchen
- 14. Juni 1988, Vorrunde, Gruppe 1:  BR Deutschland –  Dänemark 2:0 (1:0)
- 18. Juni 1988, Vorrunde, Gruppe 2:  Irland –  Niederlande 0:1 (0:0)

## Galerie

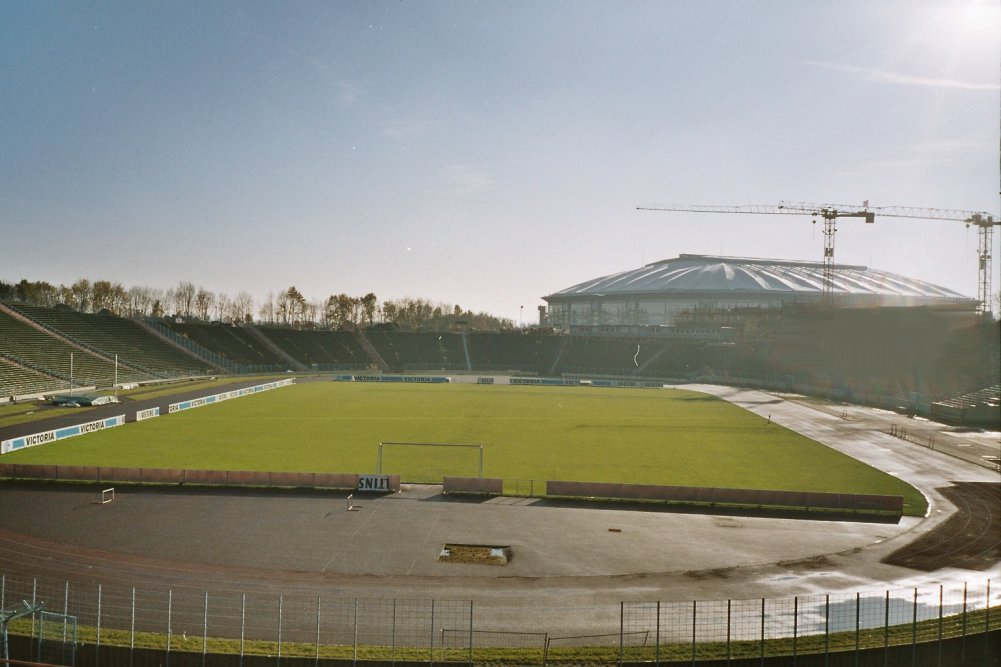
Das alte Parkstadion, im Hintergrund die Veltins-Arena (2005)
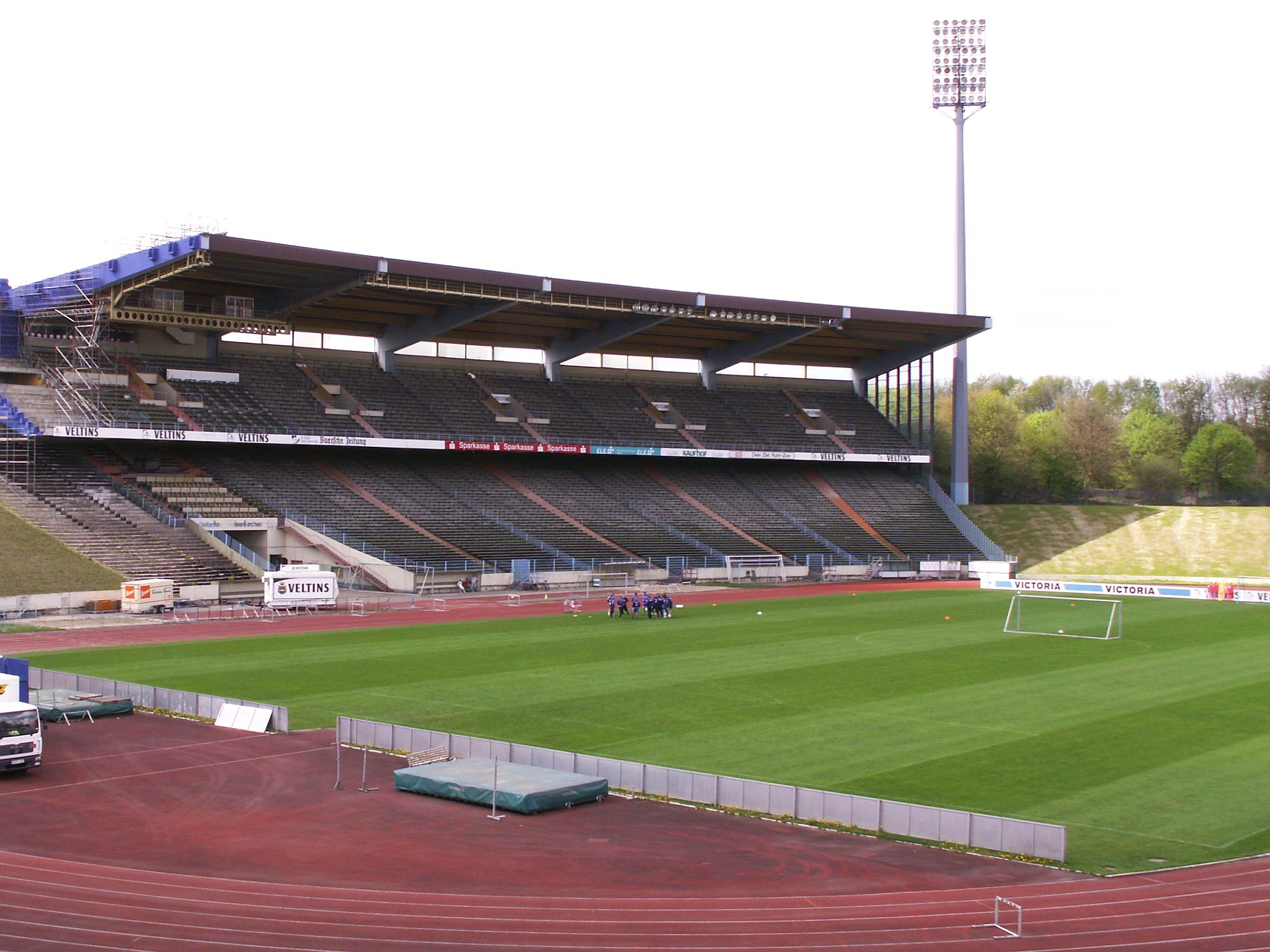
Haupttribüne des alten Parkstadions – Beginn des Rückbaus (2006)
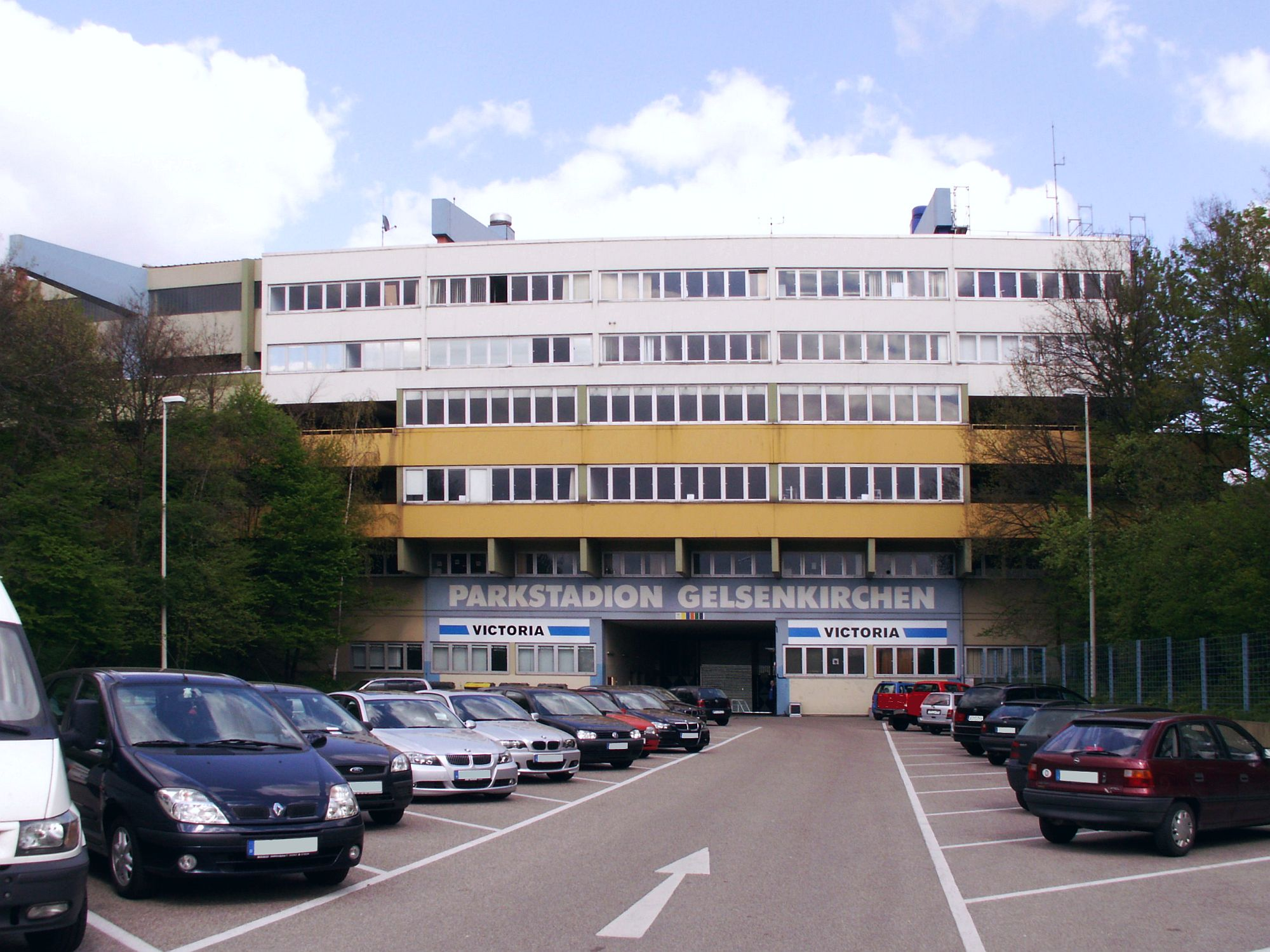
Rückfront vom ehemaligen Tribünen-Gebäude des alten Parkstadions (2006)
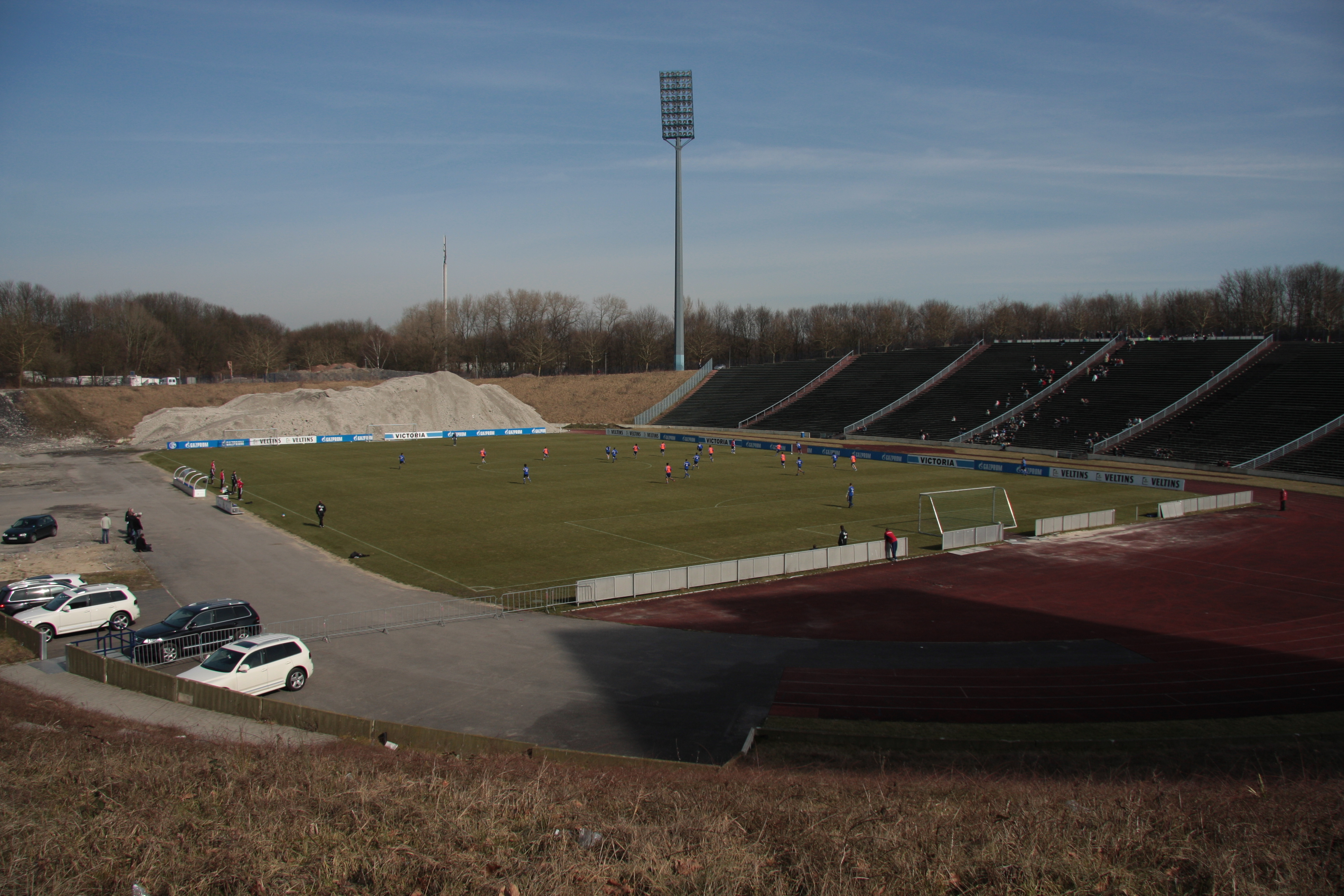
Das alte Parkstadion wurde bis zum Abriss als Trainingsplatz genutzt (2010)
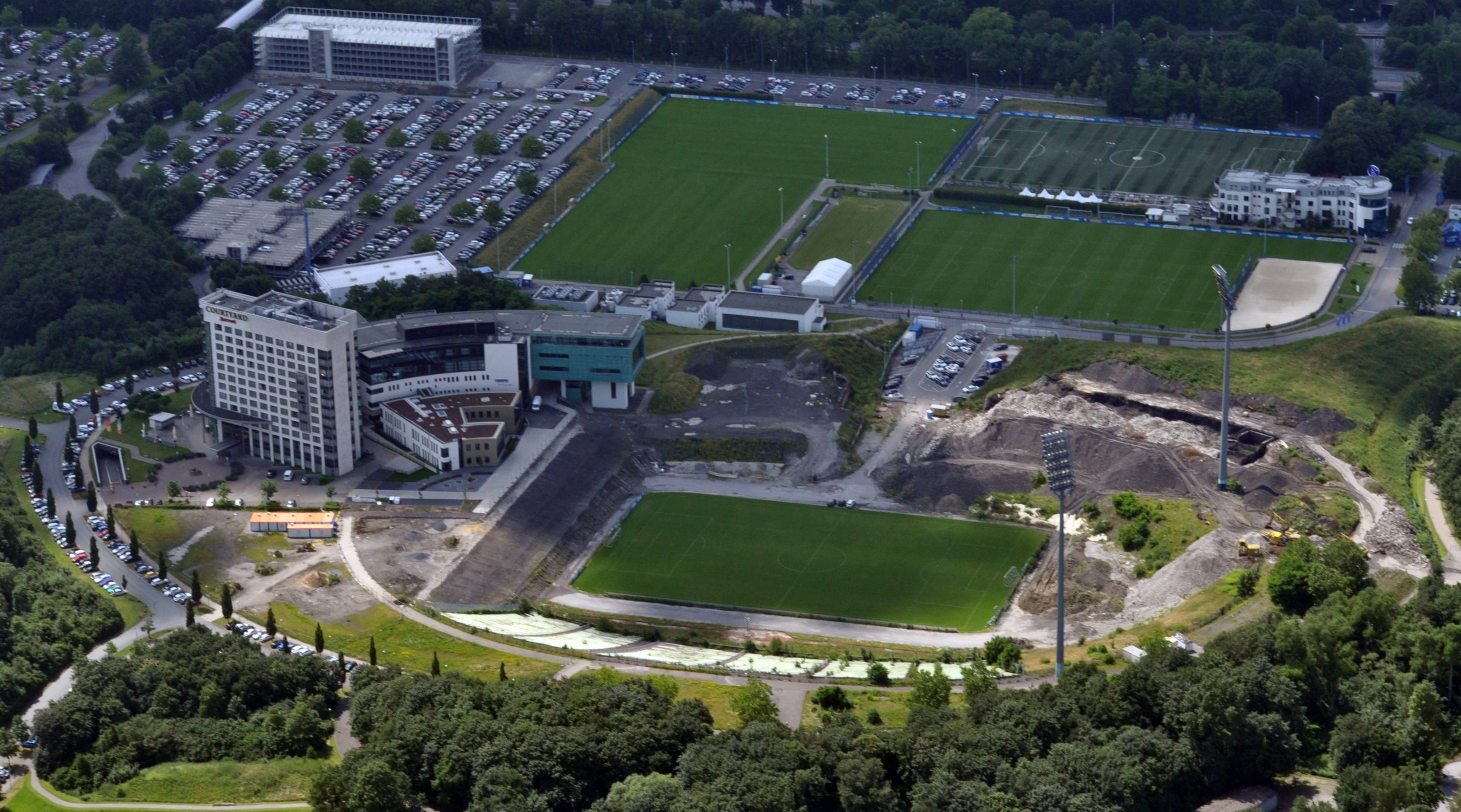
Bauarbeiten am neuen Parkstadion, Luftaufnahme (2016)
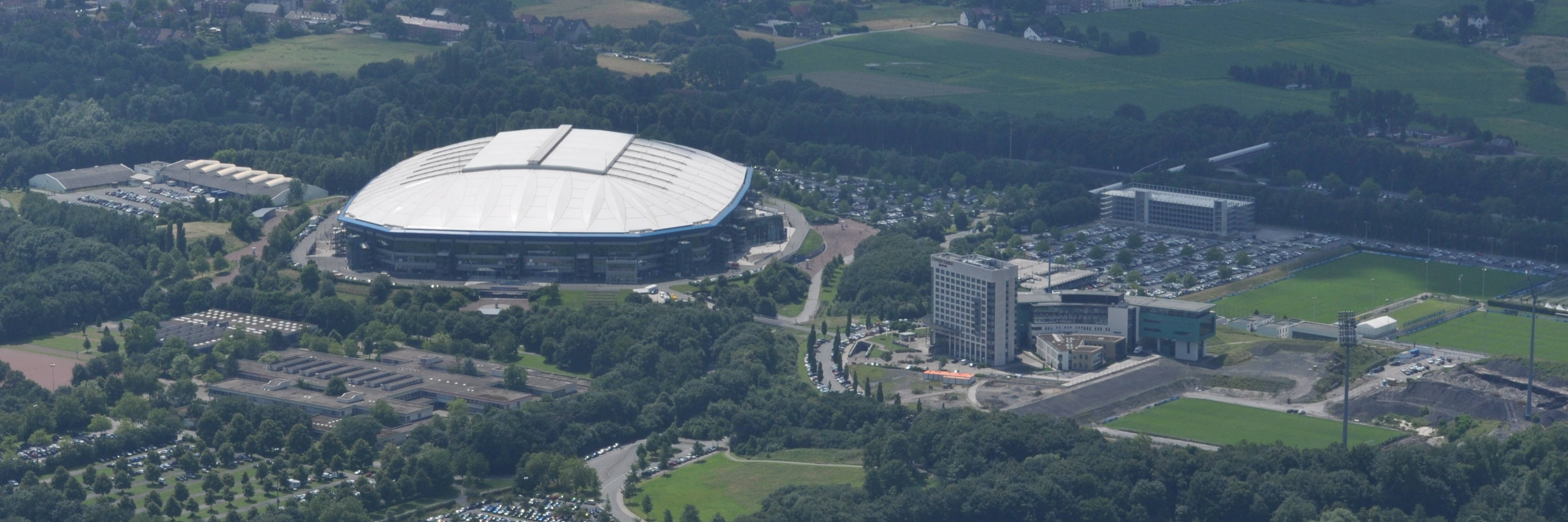
Arena und neues Parkstadion (2016)